# Zygophyllum
Zygophyllum és un gènere de plantes amb flor de la família Zygophyllaceae.
Són plantes resistents de les zones àrides i semiàrides del Mediterrani, Àfrica, Àsia central i Austràlia. N'hi ha unes 50 espècies.

## Taxonomia
- Zygophyllum dumosum Boiss.
- Zygophyllum giessii, Merxm. A.Schreib.
- Zygophyllum fabago - Tavellera
- Zygophyllum simile
- Zygophyllum stapfii